# Bar-sur-Aube-i csata
A Bar-sur-Aube-i csata 1814. február 27-én zajlott le Jacques MacDonald vezette francia és a Schwarzenberg herceg parancsnoksága alatt álló osztrák-bajor-orosz erők között. (Az orosz wikipédia szerint: Wittgenstein és Wrede vezette a szövetséges: orosz-bajor erőket; a franciákat Oudinot marsall és Gérard marsall).
Abban minden forrás egyezik, hogy a csatát a szövetségesek nyerték, ezen belül az osztrákok.

## Előzmények
A Montereau-i csatában aratott győzelem után Napóleon visszahúzódott a Maïre folyóhoz azzal a szándékkal, hogy figyelve a szövetségesek minden mozdulatát átkel a Szajnán, és Troyes-ba hátrál. De február 22-én felfedezte Blücher tábornagy seregét a másik parton.

## A csata
1814. február 27-én a szövetségesek Wittgenstein vezette orosz és a Wrede vezette bajor erők megtámadták a Oudinot és Gérard parancsnoksága alatt álló francia erőket Bar-sur-Aube városka mellett, az Aube folyó bal partján. A szövetségesek ereje 35 000 katonából állt szemben a franciák 18 000 katonájával. A bajorok támadták meg a városkában a franciákat a bal szárnyon. Középen Andrej Gorcsakov herceg gyalogsága lendült támadásba. Wittgenstein herceg Eugen von Württemberg gyalogos hadosztályát küldte Peter von Pahlen gróf orosz lovasságának támogatásával a jobb szárnyon kikerülő manőverrel elvágni a franciákat a Dolancourt-i révtől.
A franciák bal szárnya magas dombok és vízmosások között húzódott, ezért az oroszoknak ezt kikerülve, az Aube folyó melletti országúton kellett a franciák mögé kerülnie. Ailleville falunál folytak a legádázabb harcok a kulcspozícióban lévő magaslati pontok birtoklásáért. Montfort francia tábornok kiűzte az orosz hadtestet a faluból. A tábornoknak sikerült szembeszállnia a rohamokkal és visszaverte a támadásokat. Wittgenstein személyesen állt a pszkovi ezred élére, és a lábán egy puskagolyótól megsebesült. A sereg a lovasságtól megzavarva szőlők közé keveredett. Amint a szövetségesek felállították nagy kaliberű ágyúikat, a franciákat sikerült kiűzni.
Amikor Württenberg hadserege elhagyta az erdőt a francia balszárnyon, Oudinot felmérte, hogy a szövetségesek erői és pozíciói jobbak, mint az övéi, visszahátrált az Aube-hoz. A bajorok a franciák bal szárnyát támadták Bar-sur-Aube-nál, azzal céllal, hogy megszerezzék az átkelőket és elvágják Oudinot útját az Aube folyótól, de az akció nem járt sikerrel. Duhesme tábornok eltorlaszoltatta a falu összes kijáratát, és a helyi lakosok segítsége is feltartóztatta a bajorokat. Amikor Duhesme megkapta a hírt, hogy serege sikeresen visszavonult, akkor átrendezte seregét és ő is elhagyta a települést.
Az üldözést Pahlen kozákjai és négy huszárezred kezdték meg. Ennek ellenére a franciák viszonylag rendezetten keltek át az Aube folyó troyes-i oldalára.

## Következmények
A franciák 3000 ember és 500 foglyot, a szövetségesek 2400 katonát veszítettek. Wittgenstein gróf súlyosan megsebesült, emiatt le kellett mondania a parancsnokságról, ugyanitt könnyebb sebet kapott Schwarzenberg herceg is.

## Képek a csata szereplőiről

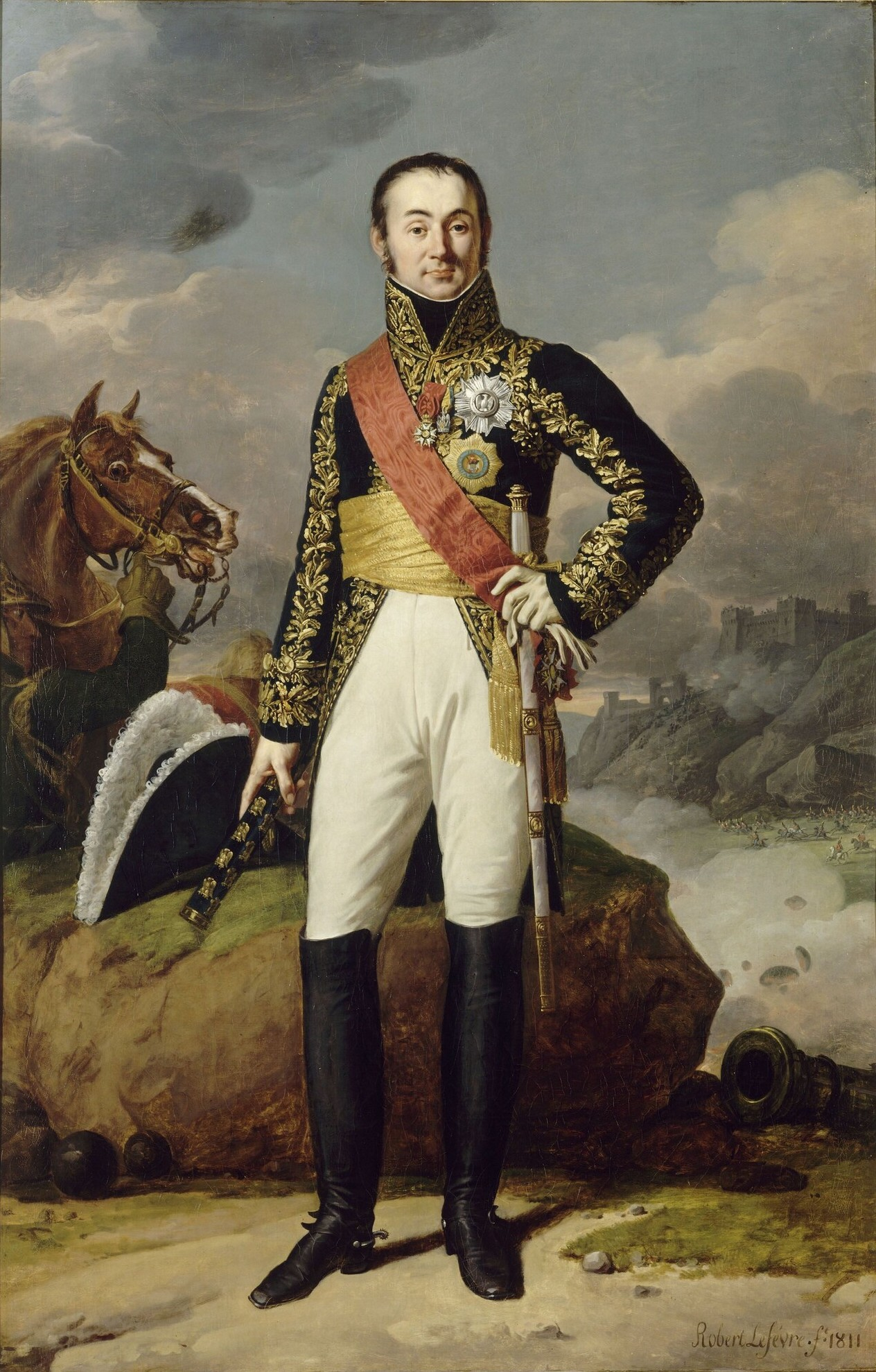
Oudinot
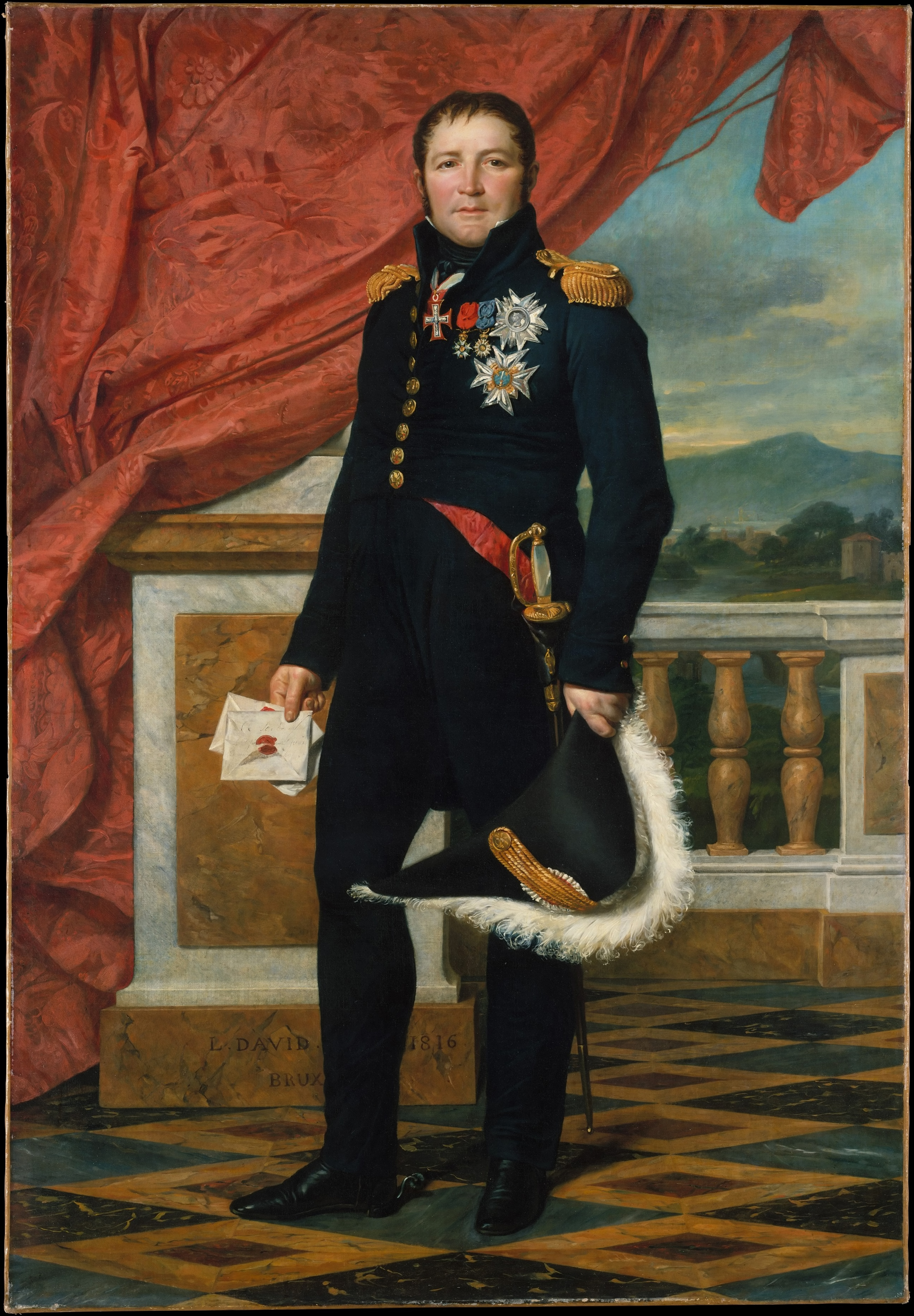
Gerard
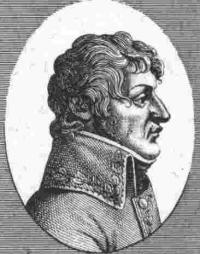
Duhesme
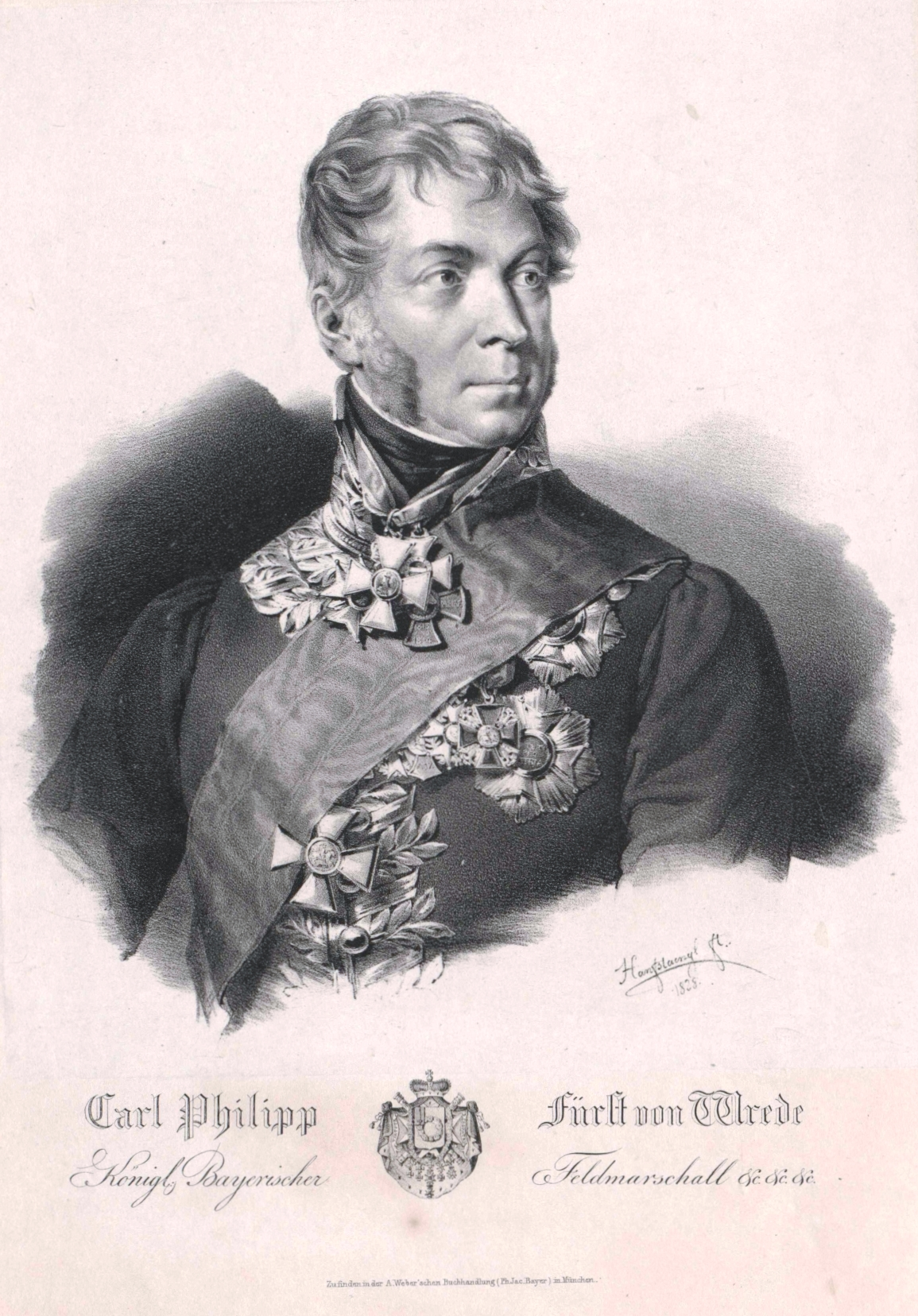
Wrede
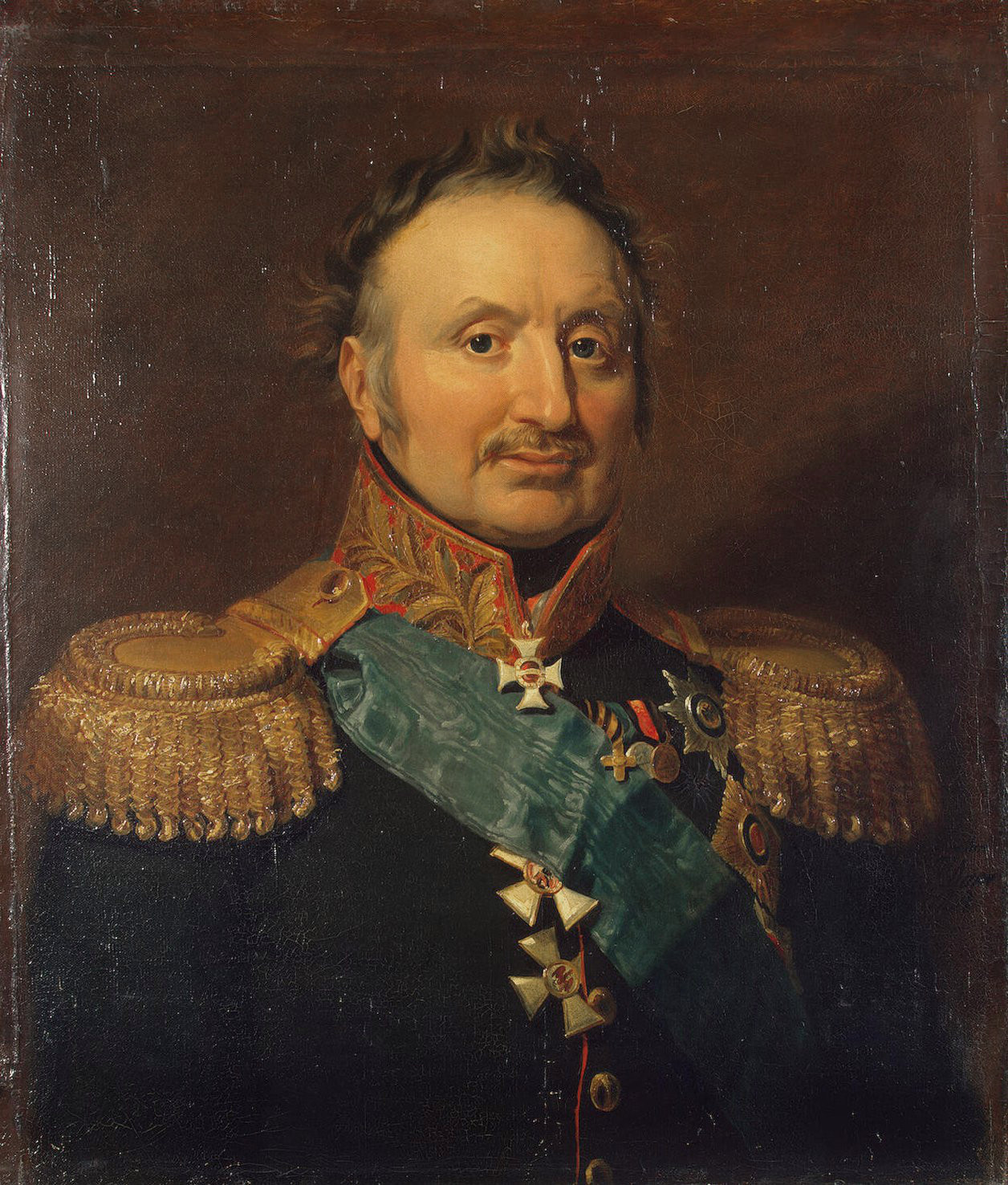
Wittgenstein
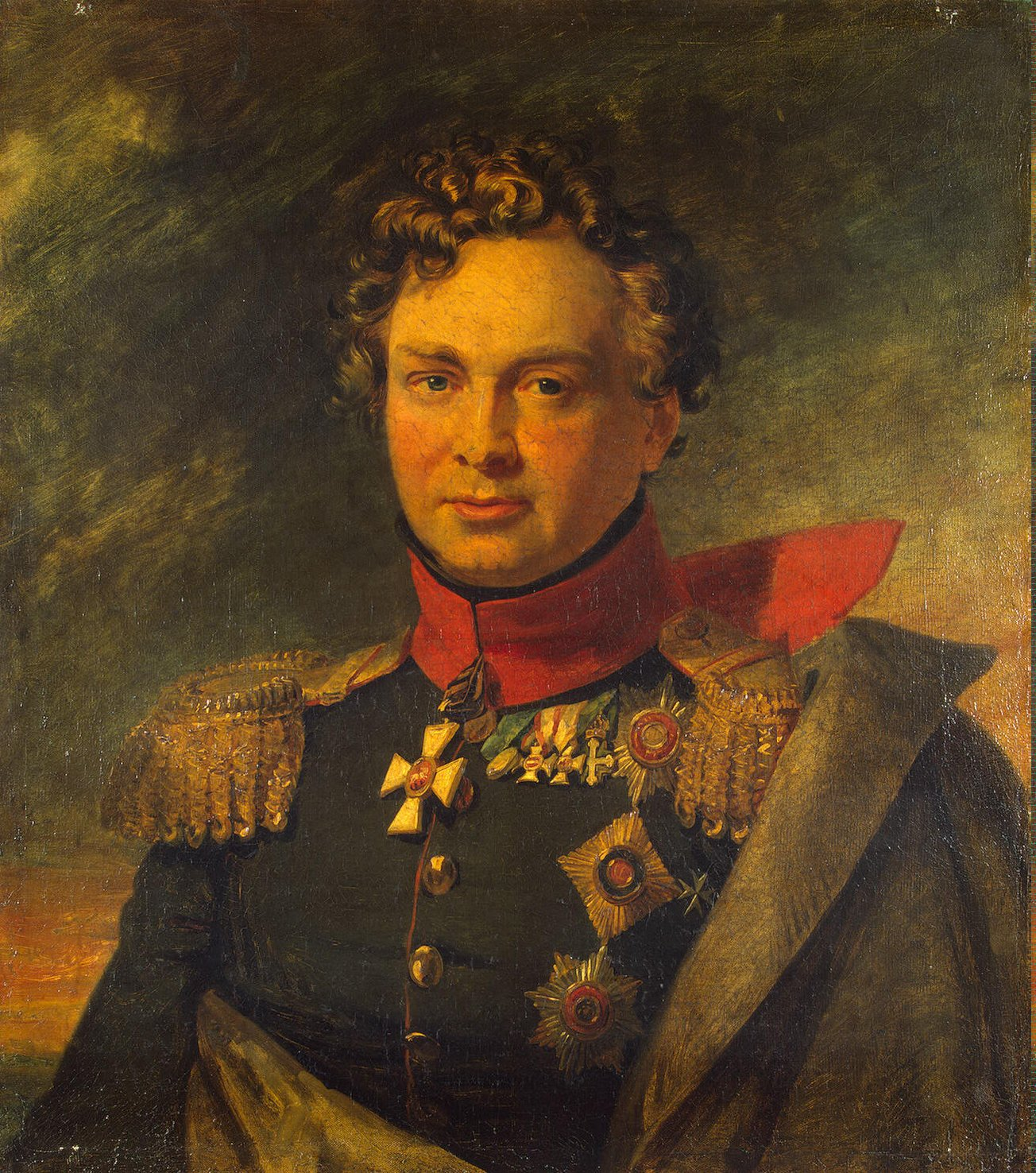
Gorcsakov
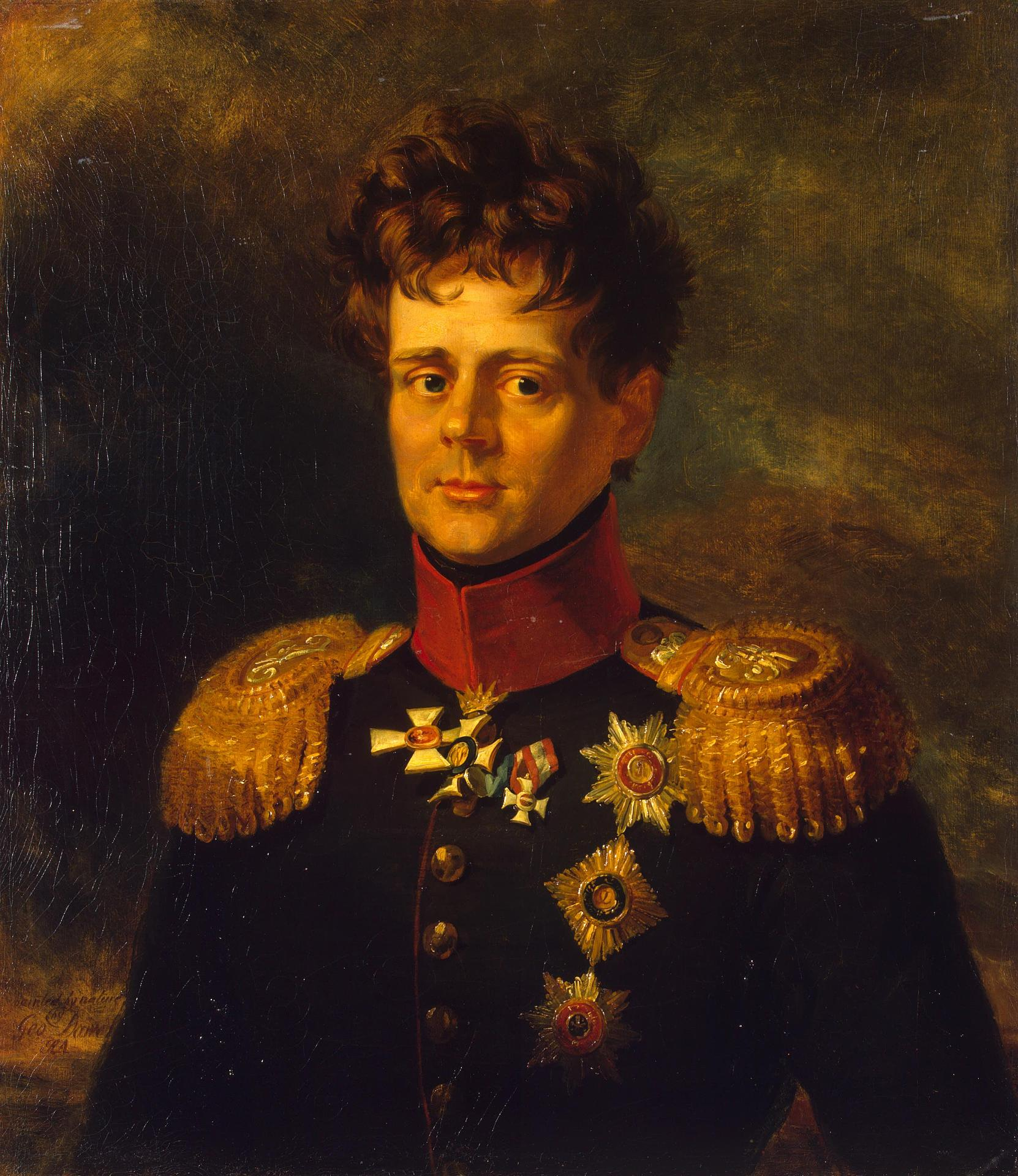
Württemberg
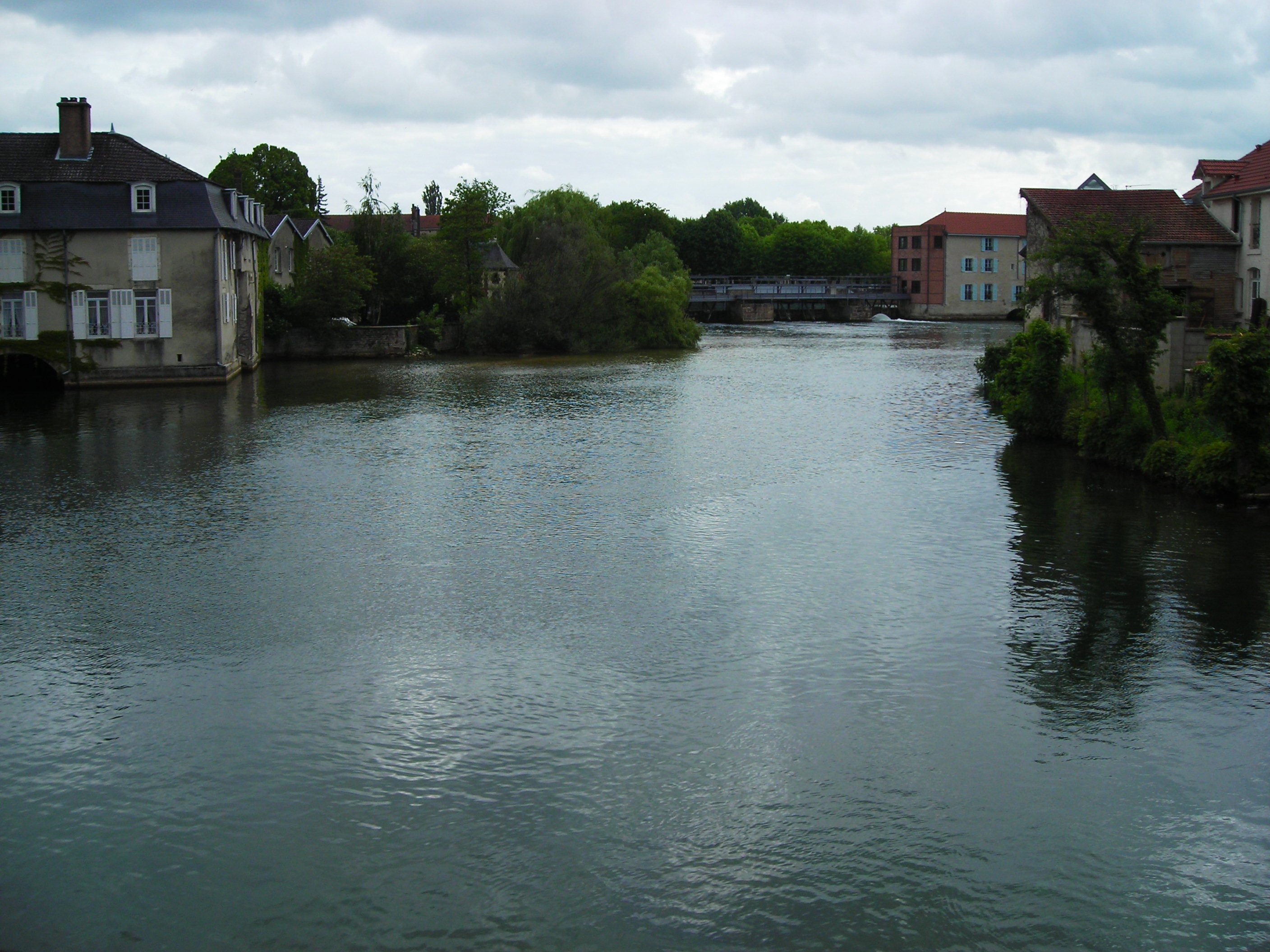
Az Aube folyó a településnél napjainkban

## Fordítás
- Ez a szócikk részben vagy egészben  a(z)   Сражение при Бар-сюр-Обе című orosz Wikipédia-szócikk fordításán alapul.  Az eredeti cikk szerkesztőit annak laptörténete sorolja fel. Ez a jelzés csupán a megfogalmazás eredetét és a szerzői jogokat jelzi, nem szolgál a cikkben szereplő információk forrásmegjelöléseként.